# 2070년대
2070년대는 2070년부터 2079년까지를 가리킨다.